# استثناء ثقافي
الاستثناء الثقافي (بالفرنسية: Exception culturelle)‏ هو مفهوم سياسي عرضته فرنسا في مفواضات الاتفاقية العامة للتعريفة الجمركية والتجارة (جات) في عام 1993م، لمعاملة الثقافة بشكل مختلف عن باقي المنتجات التجارية. الغرض منه هو اعتبار السلع والخدمات الثقافية كاستثناءات في المعاهدات والاتفاقيات الدولية وخاصة مع منظمة التجارة العالمية. أهدافها الحد من التجارة الحرة في السلع الثقافية وذلك من أجل حماية وتعزيز فنانيها وغيرها من عناصر ثقافتهم. وبشكل ملموس، يمكن أن ننظر إليه من خلال تدابير حمائية تحد من نشر العمل الفني الأجنبي (الحصص) أو من خلال الدعم الحكومي وفقا للسياسة الثقافية البلاد.

## خلفية
في عام 1992م، أعربت بعض البلدان عن مخاوفها خلال المفاوضات النهائية لجولة أوروغواي من أن تنفيذ مبادئ الجات بشأن السلع والخدمات الثقافية «من شأنه أن يقوض خصوصيتها الثقافية لصالح نواحيها التجارية».
الغرض من الاستثناء الثقافي هو استثناء السلع والخدمات الثقافية المختلفة من السلع المتداولة والخدمات الأخرى نظرًا للاختلافات الجوهرية لهذه السلع والخدمات. دافعت العديد من البلدان عن حقيقة أن السلع والخدمات الثقافية تشمل القيم والهوية والمعاني التي تتجاوز قيمة تجارية واضحة.
سمًح لفرنسا بشكل خاص بالحفاظ على الحصص والإعانات لحماية سوقها الثقافي على التلفزيون والراديو من المنتجات الثقافية للدول الأخرى بالأخص الأمريكية. سياسة كوريا الجنوبية لصالح صناعة السينما هي مثال آخر على كيفية استخدام الاستثناء الثقافي لحماية السوق السمعي البصري.
أولاً المناقشة تتعلق أساسا على المنتجات السمعية والبصرية. ثانيا، في عملية تحرير التجارة العالمية، وتقرر كل دولة القطاعات التي إزالتها . الخدمات السمعية البصرية هي واحدة من القطاعات التي يكون فيها عدد من أعضاء منظمة التجارة العالمية مع الالتزامات وذلك اعتبارا من 31 كانون الثاني/يناير 2009 (المصدر: منظمة التجارة العالمية).
أولاً المناقشة تتعلق أساسا على المنتجات السمعية والبصرية. ثانيا، في عملية تحرير التجارة العالمية، البلد نفسه هو الذي يقرر القطاعات التي سيتم تحريرها.
يقل عدد أعضاء منظمة التجارة العالمية الذين لديهم التزامات في قطاعات الخدمات السمعية والبصرية.(30، اعتبارًا من 31 يناير 2009)

## اتفاقية نافتا
في عام 1994م، أدرجت كندا بند الإعفاء الثقافي في اتفاقية التجارة الحرة لأمريكا الشمالية.

## اتفاق استثمار متعدد الأطراف
هو مشروع اتفاق تفاوضي بين أعضاء منظمة التعاون الاقتصادي والتنمية (OECD) بين عامي 1995-1998، وكان اتفاق متعدد الأطراف بشأن الاستثمار (اختصارًا MAI) لغرض وضع قواعد متعددة الأطراف لضمان حكم الاستثمار الدولي بين الدول بطرق أكثر انتظامًا وتوحيدًا. وبعد شن حملة عالمية مكثفة ضد MAI من قبل نقاد المعاهدة، أعلنت فرنسا الدولة المضيفة في أكتوبر تشرين الأول 1998 أنها لن تدعم الاتفاق ومنع اعتماده بشكل فعال بسبب إجراءات الآراء منظمة التعاون والتنمية. وكانت الحكومة الفرنسية حددت احترام الاختلافات الثقافية شرطًا للحصول على الدعم الفرنسي للاتفاق.

## الاستثناء الثقافي الفرنسي
كانت فرنسا بارزة بشكل خاص في انتهاج سياسة الاستثناء الثقافي، وقد أثار موقفها أحيانًا للانتقادات. تابع أندريه مالرو هذا النهج في فترة ما بعد الحرب العالمية الثانية عندما كان وزيرًا للثقافة. يوجد في كل فرع من فروع الثقافة نظام دعم تلقائي للأعمال الإبداعية. وأحد الأمثلة على هذه الإجراءات هو المركز الوطني للتصوير السينمائي والصورة المتحركة [الإنجليزية]، التي تفرض ضرائب على مبيعات تذاكر السينما وتستخدم هذه الأموال للمساعدة في إنتاج أو توزيع السينما الفرنسية. مثال آخر على الإجراءات الحمائية هو القانون السمعي البصري (Loi sur l'audiovisuel) الذي حدد على سبيل المثال أن على الإذاعة يجب بث الأغاني الفرنسية بنسبة 40٪، وضمن هذه الحصة، 20٪ تكون للمواهب الجديدة.
تظهر آثار هذه السياسة في فرنسا من خلال حقيقة أنه بين عامي 2005م و2011م، كانت 45٪ إلى 55٪ من المنتجات السينمائية من الواردات الأمريكية، بالمقابل كانت المنتجات من الواردات الأمريكية من 60% إلى 90٪ في أسواق الأفلام الأوروبية الأخرى.

## التنوع الثقافي في يونسكو
استُبدل مفهوم الاستثناء الثقافي تدريجياً بمفهوم التنوع الثقافي الأكثر توافقاً، كما يظهر اعتماده اتفاقية اليونسكو في أكتوبر 2005، بشأن حماية وتعزيز تنوع أشكال التعبير الثقافي (التي تلت الإعلان العالمي بشأن التنوع الثقافي). مُررت اتفاقية 148-2 برعاية فرنسا وكندا، وأمتنع أربع دول من التصويت. كانت الولايات المتحدة الأمريكية واسرائيل من الرافضين.
اتفاقية اليونسكو هي بشأن حماية وتعزيز تنوع أشكال التعبير الثقافي وهو اتفاق دولي ملزم قانونا يدعم الوصايا لأعضاء-الدول لتأكيد حقهم في تطبيق السياسات والتدابير التي تستبعد السلع والخدمات الثقافية من اتفاقيات التجارة الدولية الثقافية.
وتزعم الولايات المتحدة أن الاستثناء الثقافي هو شكل من أشكال الحمائية التي تضر التجارة العالمية، وأن اتفاقية اليونسكو ليتعامل مع مثل هذه الحمائية بدلا من التنوع الثقافي. وبالإضافة إلى ذلك، فإنه يدعي أن اتفاقية اليونسكو تسمح للحكومات القمعية لقمع الأصوات الثقافية أقلية. وأيضا صناعة السينما والصناعات الثقافية الأخرى في الولايات المتحدة هي ضد مفهوم الاستثناء الثقافي كما أنه يضر سوق صادراتها ولقد ضغطت الولايات المتحدة على اتخاذ موقف حالي ضد الاستثناء الثقافي.